# Focke-Wulf Fw 189
Die Focke-Wulf Fw 189 „Uhu“ war ein dreisitziges Nahaufklärungsflugzeug der deutschen Luftwaffe, das bei Focke-Wulf in Bremen auf eine Ausschreibung des Reichsluftfahrtministeriums (RLM) vom Jahr 1937 entwickelt wurde. Bis zum Ende der Produktion im März 1944 wurden 830 Fw 189 ausgeliefert.

## Entwicklung
Die Erfahrungen der Legion Condor im Spanischen Bürgerkrieg hatten gezeigt, dass die von der Luftwaffe verwendeten Nahaufklärer Heinkel He 46 und Henschel Hs 126 zu langsam und ungeschützt waren. Also stellte das RLM Forderungen auf, die das neue Flugzeug zu erfüllen hatte, darunter eine aus Maschinengewehren bestehende Abwehrbewaffnung sowie eine Zuladung von 200 Kilogramm Bomben. Außerdem sollte das Flugzeug eine Motorleistung von 900 PS aufweisen, um die nötige Geschwindigkeit und Wendigkeit zu erhalten.

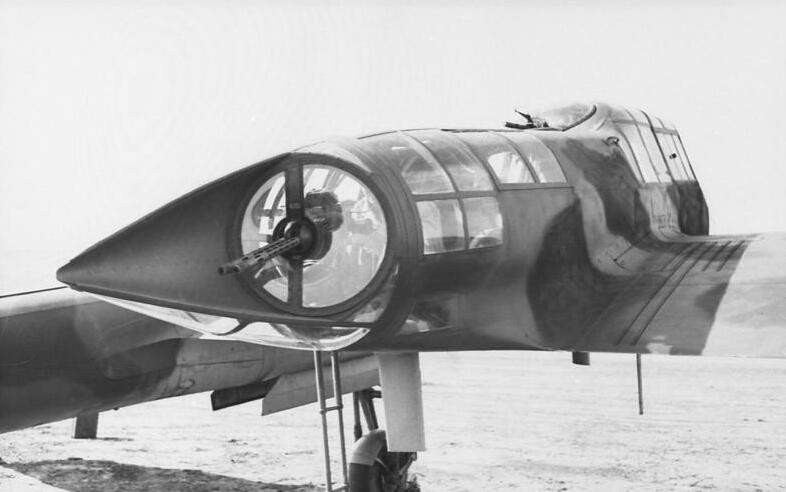
Zwillings-Maschinengewehr in Ikaria-Lafette im Heckstand

Die Ingenieure bei Focke-Wulf entwarfen daraufhin eine Maschine mit zwei in separaten Gondeln untergebrachten Zwölfzylinder-V-Motoren des Typs Argus As 410, die dem Beobachter in der mittleren Kanzel ein sehr gutes Blick- und Verteidigungsfeld boten, da kein Triebwerk den Blick nach vorne störte. Zur Sichtverbesserung wurde auch die Instrumententafel nach oben verlegt. Der Entwurf stammte von Andreas von Faehlmann, für die Gesamtkonstruktion zeichnete Erhard Kosel verantwortlich.
Im April 1937 wurden dann an Arado (Ar 198), Blohm & Voss (BV 141) und Focke-Wulf die Aufträge zum Bau von jeweils drei Versuchsmaschinen vergeben. Der Arado-Entwurf litt unter nicht zu behebenden Problemen, und das Projekt wurde vorzeitig beendet. Der ungewöhnliche Entwurf von Blohm & Voss wurde zwar weiterentwickelt, aber ein Serienbau fand nicht statt.
Der erste Prototyp Fw 189 V1 mit der Werknummer 1997 und dem Kennzeichen D-OPVN und zwei 430 PS starken Argus-As-410-Motoren absolvierte am 23. Juli 1938 mit Focke-Wulf-Chefkonstrukteur Kurt Tank seinen Erstflug. Die weitere Erprobung übernahm Hans Sander. Weitere Prototypen wurden gebaut, darunter auch der Entwurf eines Angriffsflugzeugs mit Maschinengewehren und Bombenaufhängungen. Da das Oberkommando der Wehrmacht eine Notwendigkeit für die Einführung noch nicht sah, wurde nur ein kleiner Bauauftrag über 13 Maschinen erteilt.
Die Auslieferung der Vorserie A-0 begann noch vor dem Krieg. Bestellt waren 24 Flugzeuge, die sicherlich nicht alle ausgeliefert wurden. Von der B-0 wurden sechs, von der C-0 acht Flugzeuge bestellt, von denen bis zum 31. Mai 1941 fünf bzw. drei Flugzeuge ausgeliefert wurden. Insgesamt handelt es sich um etwa 20 Prototypen und Nullserienflugzeuge.
Im Oktober 1940 begann die Auslieferung der Serie A-1. Es wurden insgesamt 830 Exemplare im Focke-Wulf-Stammwerk in Bremen, von Aero in Prag und in Frankreich von der SNCASO (unter Teilfertigung bei Breguet) gebaut. Im März 1944 lief die Serie bei SNCASO aus, nachdem Aero und FW schon Anfang 1943 die letzten Fw 189 ausgeliefert hatten.

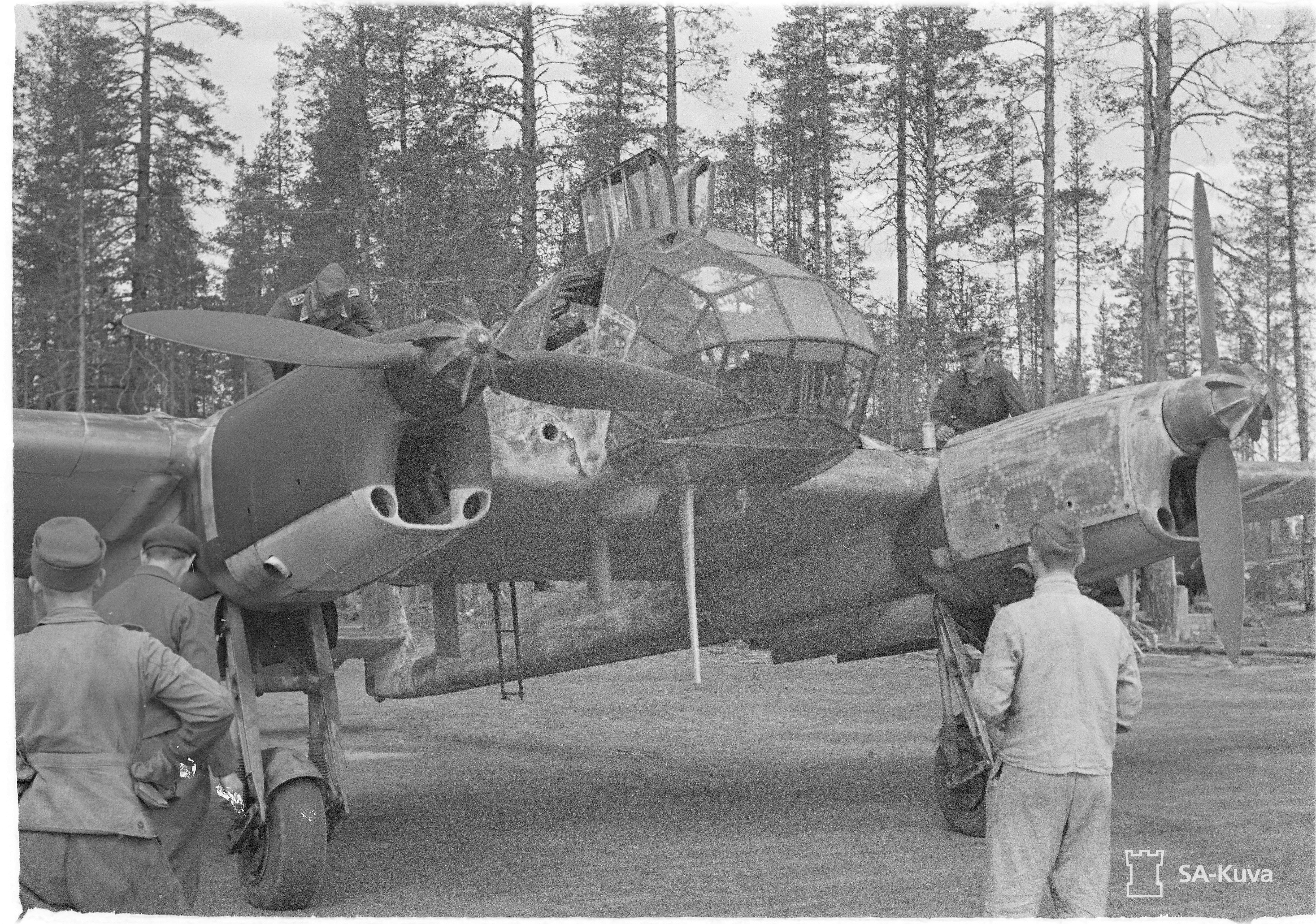
Fw 189A-3 auf einem finnischen Flugfeld im Sommer 1943

Bauzahlen der Fw-189A-Serienflugzeuge bis 31. März 1944:
| Version     | FW  | SNCASO | Aero | Summe |
| ----------- | --- | ------ | ---- | ----- |
| A-1         | 147 |        | 204  | 351   |
| A-2         | 53  | 293    |      | 346   |
| A-2tp = A-3 |     |        | 133  | 133   |
| Summe       | 200 | 293    | 337  | 830   |

### Fw 189 B
Die Baureihe „B“ war als Trainings- und Verbindungsflugzeug ausgelegt und hatte eine völlig veränderte Rumpfgondel. Die Nase war unverglast, Windschutzscheibe und Cockpitabdeckung waren abgesetzt und der Rumpf bot Platz für fünf Personen. Von dieser Version wurden lediglich 13 Exemplare gefertigt, da für diese Aufgaben die Siebel 204 zur Verfügung stand.

### Fw 189 C
Die Baureihe „C“ war der Versuch, aus der Maschine ein Schlachtflugzeug zu entwickeln. Anstelle des ursprünglichen Rumpfes wurde eine stark gepanzerte Kabine für einen Piloten und einen Heckschützen auf den Mittelflügel aufgesetzt. Die Kabine war sehr eng und erwies sich als unpraktisch. Zudem waren die Flugeigenschaften schlechter als bei der Serienausführung und den B-Modellen. Nach zwei Prototypen wurden die Versuche zugunsten der Henschel Hs 129 aufgegeben.

### Fw 189 E
Einzelstück mit Gnome Rhone 14 M-Sternmotoren zu je 700 PS

### Fw 189 F
Weiterentwicklung der A-Serie mit verbesserten Argus-As-411-Triebwerken

## Einsatz

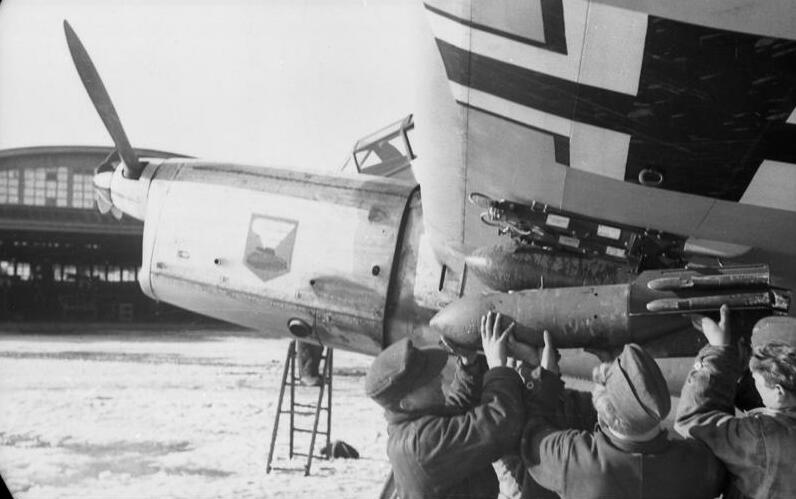
Aufmunitionieren einer Fw 189 an der Ostfront

Die Fw 189 wurde zumeist an der Ostfront eingesetzt und war bei den Besatzungen als anpassungsfähiges, wendiges und robustes Flugzeug sehr beliebt. Mit ihrer Abwehrbewaffnung hatte sie auch bei direkter Konfrontation mit sowjetischen Jägern reelle Chancen.
Neben der Luftwaffe wurde die Fw 189 auch von den Luftaufklärungskräften der Slowakei, Rumäniens, Bulgariens und Ungarns eingesetzt. Der sowjetische Marschall Iwan Stepanowitsch Konew berichtet in seinen Erinnerungen, dass die Fw 189 der Roten Armee viel zu schaffen machte, und er bedauerte, dass die Rote Armee „nicht ein einziges gleichartiges Spezialflugzeug für analoge Aufgaben besessen“ habe. Allerdings war das Muster den sowjetischen Streitkräften zum Zeitpunkt des Krieges schon bekannt, denn bereits 1939 war einer Delegation, die nach Deutschland gereist war, um sich über dessen Luftfahrttechnik zu informieren, bei einem Focke-Wulf-Werksbesuch am 8. November neben anderen Typen auch die Fw 189 vorgeführt und sogar vom Piloten W. Schewtschenko im Flug getestet worden. Während des Kriegsverlaufs erbeutete Fw 189 wurden dann später am Institut der Luftstreitkräfte (NII WWS) intensiv nachgeflogen und auf deren Basis der Aufklärer Su-12 entwickelt, der allerdings nicht in die Serienproduktion ging.

## Restaurierung
Bei einem dieser Einsätze stürzte eine Fw 189 A-1 über sowjetischem Territorium ab. Das Flugzeug mit der Werknummer 2100 war im Juli 1941 in Prag gebaut worden. Während eines Aufklärungsflugs am 4. Mai 1943 nördlich von Murmansk wurde es von sowjetischen Jägern des britischen Typs Hawker Hurricane angegriffen und stürzte in einem Wald ab; nur der Pilot Lothar Mothes überlebte. Diese Maschine wurde 48 Jahre später geborgen und wird durch die Aircraft Restoration Co. in Duxford/U.K. restauriert.

## Technische Daten

Dreiseitenriss der Fw 189 A-1

| Kenngröße       | Daten                                     |
| --------------- | ----------------------------------------- |
| Besatzung       | 3                                         |
| Länge           | 12,30 m                                   |
| Spannweite      | 18,40 m                                   |
| Höhe            | 3,10 m                                    |
| Flügelfläche    | 38,0 m²                                   |
| Flügelstreckung | 8,9                                       |
| Leermasse       | 2830 kg                                   |
| max. Startmasse | maximal 3950 kg                           |
| Antrieb         | zwei Argus As 410 A-1                     |
| Leistung        | je 345 kW (469 PS)                        |
| Geschwindigkeit | 360 km/h in 2400 m Höhe                   |
| Reichweite      | 670 km                                    |
| Bewaffnung      | zwei MG 81Z, zwei MG 17 vier 50-kg-Bomben |